# Hate (Bassi Maestro)
Hate è il nono album in studio del rapper Bassi Maestro, pubblicato nel 2005 dalla Vibrarecords.
Per l'omonima canzone è stata campionata la canzone Assalto frontale di Lou X con gli Assalti Frontali. Fra le tracce più celebri quella di apertura Dedicated, (per la sua struttura ricorda un sommario delle successive tracce), Bang Ya Head e The Crib, col beat campionato da Don't Believe the Hype dei Public Enemy, che parla del rapporto con le donne.

## Tracce
1. Intro
2. Dedicated
3. Knock 'Em Out
4. 2Xcheck (Interlude)
5. B.Y.H. (Bang Ya Head)
6. What I Am
7. Rap Phenomenon
8. Why (Interlude)
9. Hate
10. Braggin 'n' Boastin (Skit)
11. The Crib
12. Pass the Mic
13. Radio Sucker (Skit)
14. Keep Ya Head Up
15. Pop Music
16. Hip Hop Market (Skit)
17. Troubles
18. Call It That (Interlude)
19. The Lyrics
20. You